# En ensom Kvinde
En ensom Kvinde er en dansk stumfilm fra 1917, der er instrueret af August Blom efter manuskript af Edith Rode.

## Handling
En læge har opdaget et middel mod kræft men bringes af dage af en konkurrent, der vil have opfindelsen for sig selv. Men den dræbte læges datter ved hvem morderen er, og retfærdigheden kan således ske fyldest.

## Medvirkende
- Frederik Jacobsen - Professor Bjørk
- Betty Nansen - Rosa, Bjørks datter
- Robert Schyberg - Jackson, professorens assistent
- Christel Holch - Violet, Jacksons assistent
- Olaf Fønss - Dr. Heppel
- Alma Hinding
- Franz Skondrup
- Charles Willumsen
- Ellen Ferslev
- Vita Blichfeldt
- Johanne Krum-Hunderup
- Ellen Fog